# 1928年サンモリッツオリンピックのアメリカ合衆国選手団
1928年サンモリッツオリンピックのアメリカ合衆国選手団（1928ねんサンモリッツオリンピックのアメリカがっしゅうこくせんしゅだん）は、1928年2月11日から2月19日までスイスのサンモリッツで開催された冬季オリンピックのアメリカ合衆国選手団、およびその競技結果。

## メダル
| メダル | 選手名                                                                                               | 競技               | 種目         |
| ------ | --- | ------------------ | ------------ |
| 金     | ジェニソン・ヒートン                                                                                 | スケルトン         | 男子         |
| 金     | ウィリアム・フィスク ナイオン・タッカー ジョフリー・メイソン クリフォード・グレイ リチャード・パーク | ボブスレー         | 男子5人乗り  |
| 銀     | ジョン・ヒートン                                                                                     | スケルトン         | 男子         |
| 銀     | ジェニソン・ヒートン デビッド・グレンジャー ライマン・ハイン トーマス・ドウ ジェイ・オブライエン     | ボブスレー         | 男子5人乗り  |
| 銅     | ジョン・オニール・ファレル                                                                           | スピードスケート   | 男子500m     |
| 銅     | ベアトリクス・ローラン                                                                               | フィギュアスケート | 女子シングル |

## スキー

### ノルディック複合
- アンダース・ハウゲン25位
- チャールズ・プロクター26位
- ロルフ・モンセン棄権

### クロスカントリー
- アンダース・ハウゲン43位
- チャールズ・プロクター44位
- ロルフ・モンセン45位

### ジャンプ
- ロルフ・モンセン6位
- アンダース・ハウゲン14位
- チャールズ・プロクター18位

## スケート

### スピードスケート
- ジョン・オニール・ファレル
  - 男子500m：銅メダル
  - 男子1500m：8位
  - 男子5000m：17位
- バレンティン・ビアラス
  - 男子500m：17位
  - 男子1500m：6位
  - 男子5000m：6位
- アーヴィング・ジェフィー
  - 男子500m：11位
  - 男子1500m：7位
  - 男子5000m：4位
- エディ・マーフィー
  - 男子500m：10位
  - 男子1500m：5位
  - 男子5000m：14位

### フィギュアスケート
- ロガー・ターナー
  - 男子シングル：10位
- シャーウィン・バジャー
  - 男子シングル：11位
- ナサニエル・ナイルズ
  - 男子シングル：15位
- ベアトリクス・ローラン
  - 女子シングル：銅メダル
- マリベル・ビンソン
  - 女子シングル：4位
- テレサ・ウェルド
  - 女子シングル：10位
- ベアトリクス・ローラン&シャーウィン・バジャー
  - ペア：4位
- テレサ・ウェルド&ナサニエル・ナイルズ
  - ペア：9位

## ボブスレー
- アメリカチーム
  - 男子5人乗り：金メダル
- アメリカチーム
  - 男子5人乗り：銀メダル

## スケルトン
- ジェニソン・ヒートン
  - 金メダル
- ジョン・ヒートン
  - 銀メダル